# Centro Español del Subtitulado y la Audiodescripción
El Centro Español del Subtitulado y la Audiodescripción (CESyA) es un centro dependiente del Real Patronato sobre Discapacidad del Ministerio de Sanidad, Servicios Sociales e Igualdad, gestionada por la Universidad Carlos III de Madrid y que cuenta con la colaboración del Comité Español de Representantes de Personas con Discapacidad (CERMI), cuyo proyecto multidisciplinar consiste en favorecer la accesibilidad en el entorno de los medios audiovisuales a través de los servicios de subtitulado y audiodescripción.
Colabora con las asociaciones de personas con discapacidad, con la industria, con instituciones en el ámbito de la cultura, con los radiodifusores o con las universidades para crear e implantar soluciones que mejoren la accesibilidad a los medios audiovisuales. Además trabaja en la sensibilización y la difusión de iniciativas de accesibilidad audiovisual.
Actualmente el CESyA se encarga también del seguimiento de la accesibilidad en la TDT, elaborando informes para la Comisión Nacional de los Mercados y la Competencia (CNMC).

## Historia
El 30 de noviembre de 2005 se firmó el Convenio Marco de colaboración entre el Real Patronato sobre Discapacidad (RPD), el Comité Español de Representantes de Personas con Discapacidad (CERMI) y la Universidad Carlos III de Madrid por la que se puso en funcionamiento el CESyA, en un contexto en el que los contenidos audiovisuales ocupaban gran parte del espectro en los ámbitos del ocio y la cultura, y un alto porcentaje de la población tenía alguna discapacidad en España en torno a un 9% en 1999 según los datos de la EDES (Sobre Discapacidades, Deficiencias y Estados de la Salud). Del total, un 0,5% eran personas con ceguera total, un 7% personas con deficiencias visuales, un 1,3% personas sordas y un 6,5% personas con deficiencia auditiva.

## Objetivos
Los objetivos institucionales que se establecieron en su creación fueron:
- Ejercer como organismo de referencia en el ámbito de la subtitulación y de la accesibilidad a los medios y coyunturas de comunicación audiovisuales.
- Respaldar las normativas sobre las características técnicas de la subtitulación y de los sistemas de accesibilidad audiovisual así como orientar las futuras actualizaciones y las nuevas iniciativas normalizadoras. 
- Promover una formación homologada e institucionalizada para profesionales en el contexto de la subtitulación y de la accesibilidad audiovisual.
- Impulsar acciones de investigación relacionadas con el marco de actuación del Centro.
- Prestar asistencia técnica y servicios de subtitulación a empresas e instituciones que así lo soliciten, con el propósito de solventar las necesidades que al mercado no le sea posible o rentable abordar.
- Estimular el seguimiento de las directrices que se encuentren en vigor (o que vayan a fomentarse) en lo relativo a la accesibilidad audiovisual. 
- Certificar el subtitulado y la audiodescripción en televisión, cine, teatro, museos y otros eventos con el sello CESyA cuya titularidad ostentan el Real Patronato sobre Discapacidad y la Universidad Carlos III de Madrid.

## Legislación
En el periodo que va de 2011 a 2013 y con el objetivo de dar cumplimiento a lo que establece el artículo 30 de la CRPD se elabora la Estrategia Integral Española de Cultura para Todos y se crea el Foro de Cultura Inclusiva. El CESyA tendrá un papel relevante en ambos y como resultado la labor que venía desarrollando en los ámbitos de la cultura inclusiva, se ve reforzada. 
También siguiendo las pautas que establece la RPD, se aprobó el Real Decreto Legislativo 1/2013, de 29 de noviembre, por el que se aprueba el Texto Refundido de la Ley General de derechos de las personas con discapacidad y de su inclusión social, que unifica y al mismo tiempo que deroga “cuantas disposiciones de igual o inferior rango se opongan a lo dispuesto en el texto refundido de la Ley general de derechos de las personas con discapacidad y de su inclusión social, y en particular, por integrarse en dicho texto refundido:
a) La Ley 13/1982, de 7 de abril, de integración social de las personas con discapacidad.
b) La Ley 51/2003, de 2 de diciembre, de igualdad de oportunidades, no discriminación y accesibilidad universal de las personas con discapacidad. 
c) La Ley 49/2007, de 26 de diciembre, por la que se establece el régimen de infracciones y sanciones en materia de igualdad de oportunidades, no discriminación y accesibilidad universal de las personas con discapacidad.”
La entrada en vigor de la Ley 7/2010 General de la Comunicación Audiovisual  en mayo de 2010, supuso un punto de referencia histórico en el proceso de implantación de la accesibilidad a los medios de comunicación audiovisuales en España.
Las obligaciones en materia de accesibilidad impuestas por la Ley General de la Comunicación Audiovisual a los radiodifusores quedaron establecidas de la siguiente 
Artículo 8. Los derechos de las personas con discapacidad.
1. Las personas con discapacidad visual o auditiva tienen el derecho a una accesibilidad universal a la comunicación audiovisual, de acuerdo con las 
posibilidades tecnológicas.
2. Las personas con discapacidad auditiva tienen el derecho a que la comunicación audiovisual televisiva, en abierto y cobertura estatal o autonómica, subtitule el 75% de los programas y cuente al menos con dos horas a la semana de interpretación con lengua de signos.
3. Las personas con discapacidad visual tienen el derecho a que la comunicación audiovisual televisiva, en abierto y cobertura estatal o autonómica, cuente al menos con dos horas audiodescritas a la semana.
4. Los poderes públicos y los prestadores fomentarán el disfrute pleno de la comunicación audiovisual para las personas con discapacidad y el uso de buenas prácticas que evite cualquier discriminación o repercusión negativa hacia dichas personas.
Con objeto de garantizar la calidad del servicio y la satisfacción de las personas destinatarias, los prestadores del servicio de comunicación audiovisual deberán atenerse, en la aplicación de las medidas de accesibilidad, a las normas técnicas vigentes en cada momento en relación con la subtitulación, la emisión en lengua de signos y la audio-descripción. Los prestadores de servicios de comunicación audiovisual podrán emplear, excepto la Corporación RTVE, el patrocinio para sufragar las medidas de accesibilidad.
6. Los prestadores del servicio de comunicación audiovisual procurarán ofrecer en sus emisiones una imagen ajustada, normalizada, respetuosa e inclusiva de las personas con discapacidad, en tanto que manifestación enriquecedora de la diversidad humana, evitando difundir percepciones estereotipadas, sesgadas o producto de los prejuicios sociales que pudieran subsistir. De igual modo, 
procurarán que su aparición en la programación sea proporcional al peso y a la participación de estas personas en el conjunto de la sociedad.